# Paul Séjourné

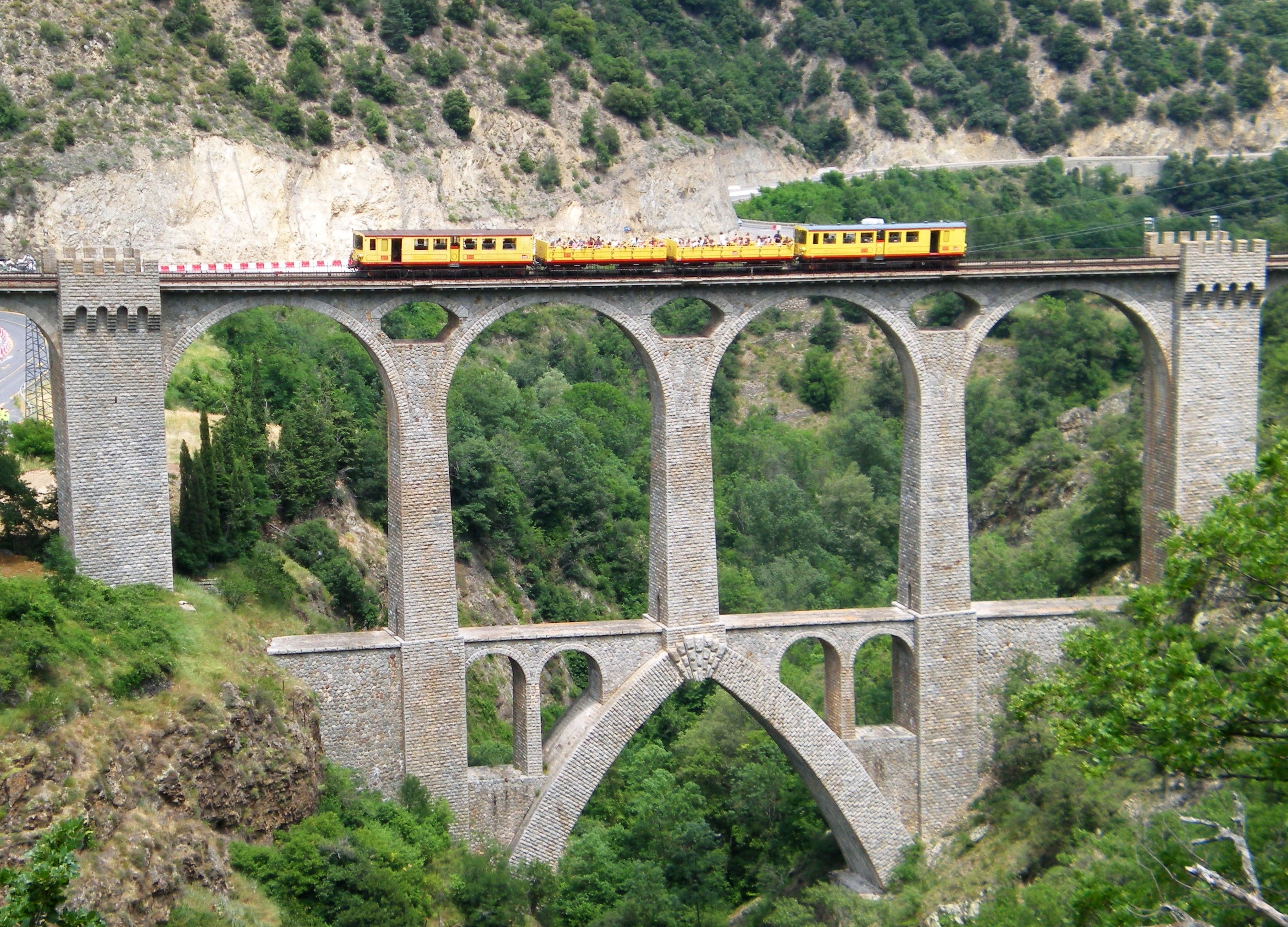
Il ponte Séjourné o ponte di Fontpédrouse, una delle sue opere più note.

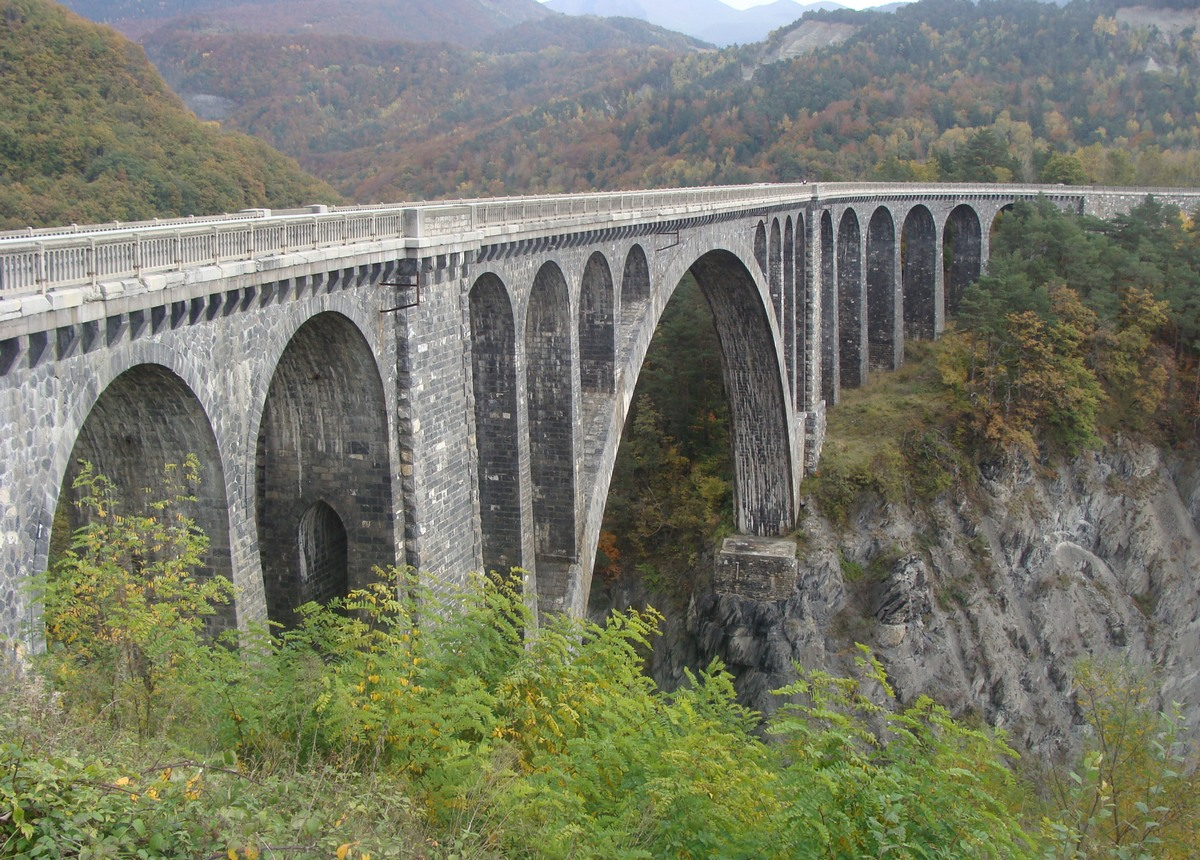
Il viadotto della Roizonne, ultima grande opera di Paul Séjourné.

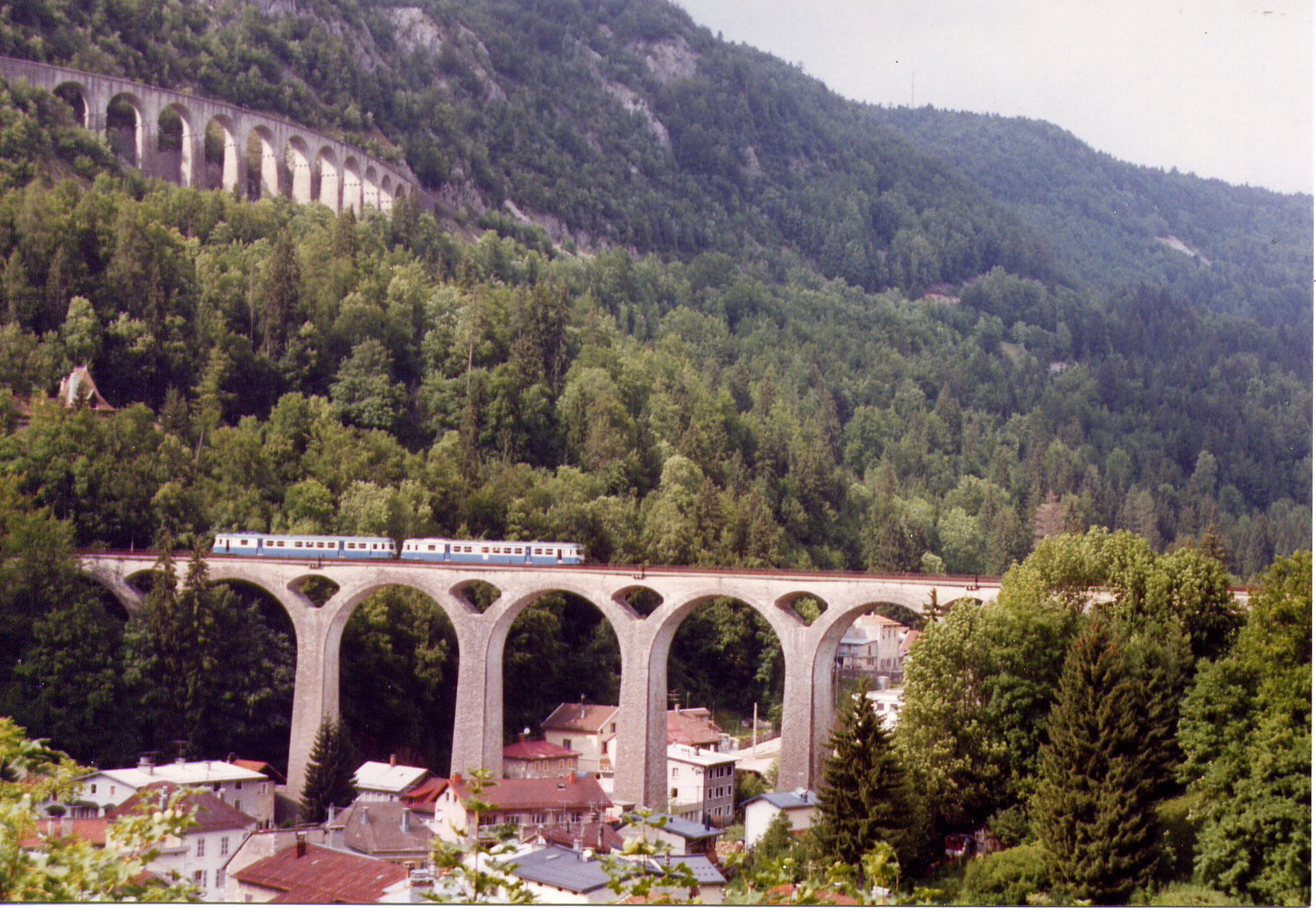
Il viadotto di Morez (Jura), sulla linea da d'Andelot-en-Montagne a La Cluse.

Paul Séjourné (Orléans, 21 dicembre 1851 – Parigi, 14 gennaio 1939) è stato un ingegnere francese e costruttore di grandi ponti in muratura ai quali apportò importanti innovazioni.

## Biografia
Figlio di Jean-Aimé-Eugène Séjourné, professore di matematica e di Françoise-Eulalie Bignon, si diplomò l'école polytechnique nel 1873 e l’École nationale des ponts et chaussées nel 1876. Venne subito nominato Ingénieur des ponts et chaussées a Mende e poi a Tolosa nel 1890. In questi due incarichi fu responsabile della supervisione di diverse linee ferroviarie progettate o in costruzione. I suoi metodi innovativi lo fecero notare e nel 1886, fu decorato con Ordine della Legion d'Onore con questa motivazione: "Ha progettato e costruito, su varie linee ferroviarie, grandi ponti degni di nota e da considerare come modelli (...)"
Dal 1890 al 1893 si mise in congedo per lavorare per la compagnia Fives-Lille in Spagna. Nel 1896, lasciò l'amministrazione ed entrò nella Compagnie des chemins de fer de Paris à Lyon et à la Méditerranée (PLM) come ingegnere capo a Digione, cosa che non gli impedì di realizzare altre opere importanti, come la costruzione del famoso Ponte Adolfo in Lussemburgo. Divenne capo del reparto costruzioni del PLM nel 1909 e diresse la costruzione del tunnel del Mont d'Or. Nel 1916 Lyautey gli affidò la direzione delle linee ferroviarie del Marocco. Nel 1919 venne nominato vicedirettore della società PLM e la lasciò nel 1927, all'età di 76 anni, con il titolo di direttore onorario.
Dal 1901 al 1922 fu responsabile del corso sui ponti in muratura presso l'ENPC. Pubblicò, tra il 1913 e il 1916, i sei volumi della sua opera Grandes voûtes, un trattato che riuniva tutte le conoscenze sui ponti in muratura in quell'epoca. Nel 1924 fu eletto membro dell'Accademia francese delle scienze, che nel 1918 gli assegnò il premio Caméré. Nel 1926, venne nominato Gran Ufficiale della Legion d'onore.
La sua tomba si trova al Cimitero di Montmartre, a Parigi. Un suo busto si trova nel salone principale della École nationale des Ponts et Chaussées, in rue des Saints-Pères a Parigi.